# فین ویتراک
فین ویتراک (به انگلیسی: Finn Wittrock) (زاده ۲۸ اکتبر ۱۹۸۴) بازیگر آمریکایی است.
از فیلم‌های معروف او می‌توان به بازی در فیلم رکود بزرگ، تلفن ثابت، جودی، افسانه زمستان، رفتار بی‌‌فایده و احمقانه، رؤیای شب نیمه تابستان و همه آمریکایی‌های من اشاره کرد.